# 三星Galaxy A03
三星Galaxy A03是三星电子推出的智能手机。手机配备双摄像头，配备48MP主相机、6.5英寸HD+Infinity-V显示器和5000mAh Li-Po电池，采用Android 11系统。